# Vingt-cinq Ans de fiançailles
Pour les articles homonymes, voir Early to Bed.
Vingt-cinq Ans de fiançailles (Early to Bed) est un film américain réalisé par Norman Z. McLeod, sorti en 1936.

## Synopsis
Chester Beatty est un modeste employé qui est atteint de somnambulisme. Ses virées nocturnes inconscientes vont lui attirer bientôt des ennuis. C'est ainsi qu'il se retrouve embrigadé avec une bande de malfaiteurs...

## Fiche technique
- Titre original : Early to Bed
- Titre français : Vingt-cinq Ans de fiançailles
- Réalisation : Norman Z. McLeod
- Scénario : Arthur Kober, d'après une histoire de Lucien Littlefield, S.J. Perelman et Chandler Sprague
- Producteur : Harlan Thompson
- Directeur de la photographie : Henry Sharp
- Direction artistique : Hans Dreier, Robert Odell
- Décors : A.E. Freudeman
- Costumes : Edith Head
- Ingénieurs du son : Harry Lindgren, Louis Mesenkop
- Montage : LeRoy Stone
- Musique : Phil Boutelje, Heinz Roemheld
- Genre : Comédie
- Société de production : Paramount Pictures
- Durée : 75 minutes
- Pays de production :  États-Unis
- Langue : Anglais
- Couleur : Noir et blanc
- Format : 1.37 : 1
- Son : Mono (Western Electric Noiseless Recording)
- Date de sortie : 
  - États-Unis : 5 juin 1936

## Distribution
- Mary Boland : Tessie Weeks
- Charlie Ruggles : Chester Beatty
- Georges Barbier : Horace Stanton
- Gail Patrick : Grace Stanton
- Robert McWade : Burgess Frisbie
- Lucien Littlefield : Mr. O'Leary
- Colin Tapley : Docteur Vernon
- Helen Flint : Mrs. Duvall
- Rae Daggett : Miss Benson
- Sidney Blackmer : Rex Daniels
- Arthur Hoyt : Smithers
- Billy Gilbert : Burger

Acteurs non crédités :
- Billy Bletcher : Garçon au bureau
- Neal Burns : Vendeur
- Tom Wilson : Joe